# The Kaiser, the Beast of Berlin
The Kaiser, the Beast of Berlin er en amerikansk stumfilm fra 1918 af Rupert Julian.

## Medvirkende
- Rupert Julian
- Elmo Lincoln som Marcas
- Nigel De Brulier som von Neigle
- Lon Chaney
- Harry von Meter